# سعد الدين محمد أمين
سعد الدين أركيج (1948 -) هو سياسي وأكاديمي تركماني عراقي وعضو سابق في مجلس النواب العراقي بعد حصوله على مقعد خلال انتخابات العراق في كانون الأول 2005م عن محافظة كركوك ضمن قائمة الجبهة التركمانية العراقية و ترأس الجبهة التركمانية من 2005 حتى 2011 و بعدها اختار المجلس التركماني ارشد الصالحي رئيساً للجبهة التركمانية العراقية واعطي للدكتور سعد الدين اركيج منصب الرئيس الفخري للجبهة التركمانية العراقية